# أولي لارسون
أولي لارسون (بالسويدية: Olle Larsson)‏ هو مجدف سويدي، ولد في 21 يونيو 1928 في Torsö ‏ في السويد، وتوفي في 13 يناير 1960 في ترولهتان في السويد.

## وصلات خارجية
- أولي لارسون على موقع الاتحاد الدولي للتجديف (الإنجليزية)
- أولي لارسون على موقع اللجنة الأولمبية الدولية (الإنجليزية)
- أولي لارسون على موقع أوليمبيديا (الإنجليزية)
- أولي لارسون على موقع اللجنة الأولمبية السويدية (السويدية)